# Fútbol Indoor Base del Real Madrid Club de Fútbol
El Real Madrid Club de Fútbol cuenta con un equipo filial de fútbol indoor, vinculado a las categorías inferiores de fútbol del Real Madrid, habiendo participado en la Copa de España Infantil de Fútbol Indoor desde su fundación, en 2009, hasta las ediciones organizadas del citado evento (temporada 2012-2013).
Pese a su corta existencia es de los más laureados en la actualidad.

## Historia
La Asociación de exjugadores del Real Madrid Club de Fútbol (fundada en 1992), nació como sección de veteranos del Real Madrid Club de Fútbol. En el año 2008 el Real Madrid Club de Fútbol inauguró, junto con los otros 8 equipos que habían conquistado la Liga de fútbol en alguna ocasión, la Liga Española de Fútbol Indoor, participando con un equipo de veteranos en el que se encontraban Paco Buyo, Emilio Amavisca y Alfonso Pérez, entre otros. Hasta entonces sólo había disputado torneos amistosos desde 2002.
En la Liga 2011 participaron los 20 mejores equipos según la clasificación histórica de Primera División de fútbol. En la temporada 2012 se incorporarían el F. C. Oporto y el América de México.
Y en la temporada 2009 entraría en escena el Fútbol Indoor Base del Real Madrid Club de Fútbol, para potenciar la acción formativa y solidaria por medio de la Asociación de Fútbol Indoor, proclamándose campeón en las dos siguientes ediciones.

## La Sección de Fútbol Indoor del Real Madrid Club de Fútbol
La Sección de Fútbol-Indoor del Real Madrid Club de Fútbol:

### Organigrama
- Presidente del Club:  Florentino Pérez.
- Presidente de la Asociación de ex Jugadores y Presidente de Honor del Club:  Paco Gento
- Técnico:  Eugenio Martínez de las Heras, "Geni".

## Fútbol Indoor Base
El Real Madrid Club de Fútbol cuenta con una prometedora cantera de Fútbol Indoor que disputa la Copa de España Infantil "Grupo Leche Pascual" (llevando el nombre del patrocinador del evento, actualmente patrocinado por "Whopper League"), comenzándose a disputar en 2009, y proclamándose campeón en las dos siguientes ediciones del Torneo (2010 y 2011), y quedando subcampeón en 2012.
Plantilla temporada 2008/09
Plantilla temporada 2009/10
Plantilla temporada 2010/11
- 9 Borja Mayoral
- 1 Rubén Ualoloca
- 2 Javi Sánchez
- 5 Miguel García
- 8 Rubén Bas
- 7 Álvaro Ribero
- 10 Jaime Seoane
- 13 Daniel Barbero
- 4 David Herrera
- 3 Ignacio Arijón

Plantilla temporada 2011/12
- Borja Mayoral
- Rubén Ualoloca
- Javi Sánchez
- Miguel García
- Rubén Bas
- Álvaro Ribero
- Jaime Seoane
- Daniel Barbero
- David Herrera
- Ignacio Arijón

## Instalaciones deportivas
- En la actualidad existen cuatro instalaciones permanentes homologadas por la Asociación de Fútbol Indoor,[8] en la que el Real Madrid juega en las instalaciones de MADRID - ZONA NORTE, en el Polideportivo La Cabrera, situado en la calle La Cabrera s/n, y por una iniciativa de Rafael Cecilio, se construyó este campo de Fútbol Indoor en las instalaciones del Club Unión Zona Norte, que con tanto éxito dirige Pedro Muñoz Rubio desde hace muchos años.[9]

## Palmarés

### Torneos nacionales de Fútbol Indoor Base
- 2 Campeonatos de España Infantil de Fútbol Indoor: 2010 y 2011[5]

1 subcampeonato: 2012
Actualmente es junto al Atlético de Madrid el más laureado de la competición con dos títulos cada uno en su palmarés.